# 张伯军
张伯军（1956年12月—），男，汉族，吉林扶余人，中国国民党革命委员会成员。中华人民共和国政治人物、第十三届全国人民代表大会吉林地区代表。

## 生平
1978年畢業於吉林师范大学物理系。
1996年6月，任长春市朝阳区副区长；2000年5月，任吉林省科技厅副厅长；2006年1月，任吉林师范大学校长；2013年3月至今，吉林省教育厅厅长。
2017年12月，當選民革第十三届中央副主席。2018年2月24日，当选为第十三届全国人大代表。